# Lichinales
Lichinales é uma ordem de Ascomycota, a única da classe Lichinomycetes. As suas espécies formam líquenes com cianobactérias como fotobiontes.

## Características
Formam líquenes de crosta gelatinosa, folhosos ou foliares. Os corpos frutíferos são por vezes apotécios em forma de disco. São carnudos, e os perídios muitas vezes não são claramente formados. Geralmente o himénio mancha de azul com iodo. Os ascos têm paredes finas ou espessadas numa das extremidades. Não possuem estruturas apicais claramente formadas e podem ter uma camada exterior gelatinosa. Formam-se 8 a 100 esporos por asco. Os ascósporos são monosseptados, raramente multisseptados, elipsoidais a fusiformes, translúcidos ou pigmentados. Os anamorfos formam picnídios.

## Sistemática
Lichinales eram antes classificados em Lecanorales e/ou Lecanoromycetes. Contudo, as análises de sequenciação de ADN mostraram que formam o seu próprio grupo, e juntamente com Geoglossaceae formam um clado-irmão de Lecanoromycetes.
Inclui as seguintes famílias:
- Gloeoheppiaceae com três géneros
- Heppiaceae com cinco géneros
- Lichinaceae com 42 géneros
- Peltulaceae com três géneros